# مدرسة النصر للبنين
مدرسة النصر للبنين (بالإنجليزية: EBS) هي مدرسة عريقة بالإسكندرية، مصر، انشأت العام 1929، باسم «المدرسة البريطانية للبنين - BBS» وتم تغيير الاسم بعد قيام الثورة عام 1952 وتعتبر من أشهر المدارس التابعة للمعاهد القومية بالأسكندرية، تخرج منها العديد من أوائل الثانوية العامة. ويذكر أن أحمد نظيف رئيس وزراء مصر السابق من خريجي هذه المدرسة. عدد الطلاب فيها يصل الي 5500 طالب في كل المراحل التعليمية ولكل قسم ناظر خاص به. كما تشمل طلاب الدبلومة الأمريكية وطلاب الشهادة الثانوية الإنجليزية.

## مراحل الدراسة
- رياض الأطفال
- الابتدائية
- الإعدادية
- الثانوية العامة
- الثانوية الإنجليزية الدولية - IGCSE
- الدبلومة الأمريكية - American Diploma

## أشهر الخريجين
- أحمد نظيف رئيس وزراء مصر السابق.[2]
- عمرو واكد ممثل
- إسلام الشاطر لاعب كرة قدم
- عمرو وردة لاعب كرة قدم